# Luciano Di Pardo
Luciano Di Pardo (ur. 3 lutego 1975 w Bad Schwalbach) – włoski lekkoatleta, specjalizujący się w biegach długodystansowych oraz przełajowych.
Medalista Młodzieżowych Mistrzostw Europy (1997). Wielokrotny mistrz Włoch w biegach na 3000 metrów z przeszkodami, na 3000 metrów, na 5000 metrów oraz w biegach przełajowych.

## Osiągnięcia
- Mistrzostwa Świata Juniorów, Lizbona 1994
  - IV miejsce – bieg na 3000 m z przeszkodami
- Młodzieżowe Mistrzostwa Europy, Turku 1997
  - złoty medal – bieg na 3000 m z przeszkodami
- Mistrzostwa Europy, Budapeszt 1998
  - V miejsce – bieg na 3000 m z przeszkodami
- Mistrzostwa Europy, Monachium 2002
  - XI miejsce – bieg na 3000 m z przeszkodami
- Mistrzostwa Włoch[1]
  - złoty medal – bieg na 5000 m (1999)
  - złoty medal – bieg na 3000 m z przeszkodami (2000)
  - 7 złotych medali – bieg przełajowy (1998, 1999, 2000, 2002, 2003, 2004, 2005)
- Halowe Mistrzostwa Włoch[2]
  - złoty medal – bieg na 3000 m (1996)

## Rekordy życiowe
- bieg na 3000 metrów
  - stadion – 7:53,02 (1996)
  - hala – 7:55,95 (2002)
- bieg na 3000 metrów z przeszkodami
  - stadion – 8:17,32 (1999)
- bieg na 5000 metrów
  - stadion – 13:48,88 (1999)